# CDMA2000

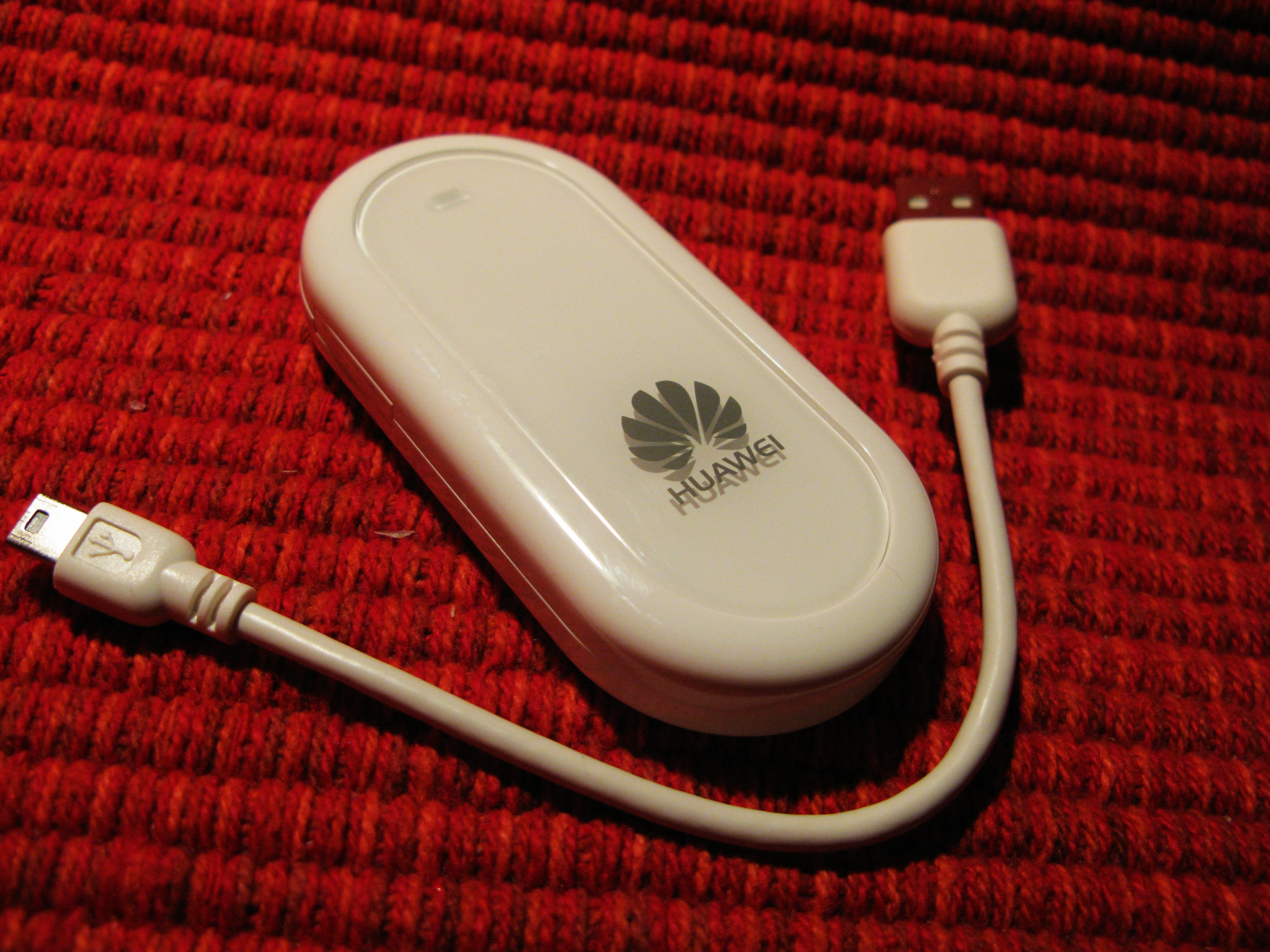
Huawei CDMA2000 EVDO USB trådlöst modem

CDMA2000 (även IMT Multi‑Carrier (IMT‑MC)) är en serie standarder för 3G-mobiltelefoni baserat på CDMA.